# Hendrik Hahne
Hendrik Hahne (* 15. April 1986 in Gronau an der Leine) ist ein deutscher Fußballspieler.
In der Jugend spielte Hahne beim VfV Hildesheim und beim Duinger SC, bevor er 2000 in die Jugend von Hannover 96 wechselte.
Hahne begann als Stürmer, wurde aber auch als offensiver Mittelfeldspieler eingesetzt und in der Saison 2006/07 zum rechten Außenverteidiger umgeschult; er spielte seit der Saison 2004/05 in der zweiten Mannschaft der Niedersachsen. Seit 2005 stand er auch im Kader der Bundesligamannschaft und wurde auch gleich siebenmal in der Liga und einmal im Pokal eingesetzt. Am 24. September 2005 hatte Hendrik Hahne im Spiel gegen den FC Schalke 04 seinen ersten Bundesligaeinsatz von Beginn an. In den folgenden beiden Spielzeiten spielte er allerdings ausschließlich für die Oberligamannschaft der Niedersachsen, der er seit Sommer 2008 wieder ausschließlich angehörte, ehe er im August 2009 erneut in den Kader der ersten Mannschaft berufen wurde. Zur Saison 2010/11 wechselte er zum SV Babelsberg 03. Am Ende der Saison wurde sein Vertrag jedoch aufgelöst. Im September 2011 unterschrieb er in der Landesliga Hannover für den 1. FC Wunstorf. Zum Karriereausklang spielt er in der Bezirksliga beim hannoverschen Stadtteilclub TSV Bemerode, bei dem er bis Ende der Saison 2022/23 spielte.